# Skalmtjärnen
Skalmtjärnen är en sjö i Nordmalings kommun i Ångermanland och ingår i Hörnån-Öreälvens kustområde. Sjöns area är 0,03 kvadratkilometer och den befinner sig 114 meter över havet.